# Liga Juvenil de Nueva Zelanda
La National Youth League es la liga de fútbol sub-20 de Nueva Zelanda. Fue fundada en 2007 y se disputa simultáneamente con la Stirling Sports Premiership, primera división neozelandesa. 
La integran los equipos juveniles de los diez clubes y franquicias que juegan el máximo torneo de Nueva Zelanda: Auckland City, Canterbury United, Eastern Suburbs, Hamilton Wanderers, Hawke's Bay United, Southern United, Tasman United Team Wellington, Waitakere United y Wellington Phoenix Reserves.

## Historia
En 2002 la Asociación de Fútbol de Nueva Zelanda inició una liga juvenil, en la que cada federación regional presentaba su propio equipo. Hasta 2003 eran ocho los equipos participantes, mientras que en 2004 se disminuyó ese número a siete. Con un claro dominio de la Federación de Fútbol Capital, que ganó tres de los cinco torneos hasta 2006. En 2007 se reorganizó la estructura, incluyendo a los ocho equipos juveniles que jugaban en el Campeonato de Fútbol de Nueva Zelanda. En 2008 se dividieron los equipos en dos conferencias, una Norte y una Sur, y se agregaron nuevas franquicias, aunque en 2009 solo cuatro equipos participaron. En 2010 se restauró la cantidad a nueve, y continuó en constante progresión hasta alcanzar, en 2013, los doce equipos. Inclusive se habían fundado franquicias para que jueguen solamente en esta competencia, como el Nelson Falcons o el Auckland United. En 2016, con la expansión de la liga nacional, la NZF decidió que solo los equipos juveniles de los clubes participantes en la máxima categoría podrían competir, reduciendo el número de participantes a 10.
Los equipos juveniles del Auckland City, Canterbury United, Hamilton Wanderers, Tasman United, Team Wellington y Waitakere United han podido alzarse con el torneo, siendo los Navy Blues de Auckland los que más veces lo hicieron, con cinco trofeos. Solo el Southern United, bajo su antigua denominación Otago United pudo conseguir un subtítulo sin haber logrado ganar nunca la competición.

## Equipos
| Equipos actuales         |                  |                       |           |             |                                 |
| Equipo                   | Ciudad           | Estadio               | Capacidad | Año ingreso | Nombre(s) anterior(es)          |
| Auckland City Youth      | Auckland         | Kiwitea Street        | 4000      | 2007        |                                 |
| Canterbury United Youth  | Christchurch     | English Park          | 2000      | 2007        | Canterbury United Football Club |
| Eastern Suburbs Youth    | Auckland         | Bill McKinlay Park    | 5000      | 2016        |                                 |
| Hamilton Wanderers Youth | Hamilton         | Porritt Stadium       | 2700      | 2016        |                                 |
| Hawke's Bay United Youth | Napier           | Bluewater Stadium     | 4000      | 2007        |                                 |
| Tasman United Youth      | Nelson           | Trafalgar Park        | 18 000    | 2012        | Nelson Falcons                  |
| Southern United Youth    | Dunedin          | Forsyth Barr Stadium  | 30 500    | 2007        | Otago United Youth              |
| Team Wellington Youth    | Wellington       | David Farrington Park | 2000      | 2007        |                                 |
| Waitakere United Youth   | Waitakere        | Fred Taylor Park      | 10 000    | 2007        |                                 |
| Wellington Phoenix Youth | Wellington       | Newtown Park          | 5000      | 2015        |                                 |
| Equipos anteriores       |                  |                       |           |             |                                 |
| Equipo                   | Ciudad           | Estadio               | Capacidad | Año ingreso | Año desafiliación               |
| NZ Development           |                  |                       |           | 2008        | 2008                            |
| Auckland-Manukau United  | Auckland         |                       |           | 2008        | 2010                            |
| Wanderers Youth          | North Shore      | North Harbour Stadium | 25 000    | 2012        | 2015                            |
| Auckland United          | Auckland         | Centre Park           | 3000      | 2013        | 2016                            |
| Heartland Wairarapa      | Masterton        | Memorial Park         |           | 2013        | 2016                            |
| Manawatu United          | Palmerston North | Memorial Park         | 8000      | 2007        | 2016                            |
| WaiBOP United Youth      | Hamilton         | Fred Jones Park       | 2000      | 2007        | 2016                            |

## Palmarés
| Temporada | Campeón                  | Resultado | Subcampeón              |
| --------- | ------------------------ | --------- | ----------------------- |
| 2007      | Auckland City Youth      | Lig.      | Canterbury United Youth |
| 2008      | Waitakere United Youth   | 6 - 3     | Canterbury United Youth |
| 2009      | Auckland City Youth      | 6 - 4     | Waitakere United Youth  |
| 2010      | Canterbury United Youth  | 6 - 0     | Waitakere United Youth  |
| 2010-11   | Waitakere United Youth   | 2 - 0     | Canterbury United Youth |
| 2011-12   | Canterbury United Youth  | 2 - 1     | Waitakere United Youth  |
| 2012-13   | Auckland City Youth      | 3 - 0     | Otago United Youth      |
| 2013-14   | Auckland City Youth      | 3 - 0     | Nelson Falcons          |
| 2014      | Nelson Falcons           | Lig.      | Waitakere United Youth  |
| 2015      | Team Wellington Youth    | Lig.      | Auckland City Youth     |
| 2016      | Hamilton Wanderers Youth | Lig.      | Waitakere United Youth  |
| 2017      | Auckland City Youth      | Lig.      | Canterbury United Youth |